# Compartimento fasciale

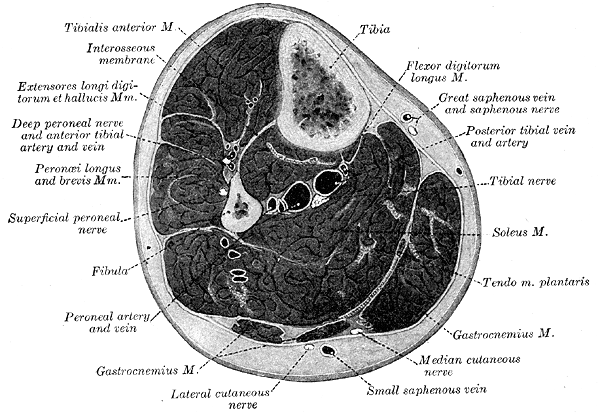
Compartimento fasciale della gamba

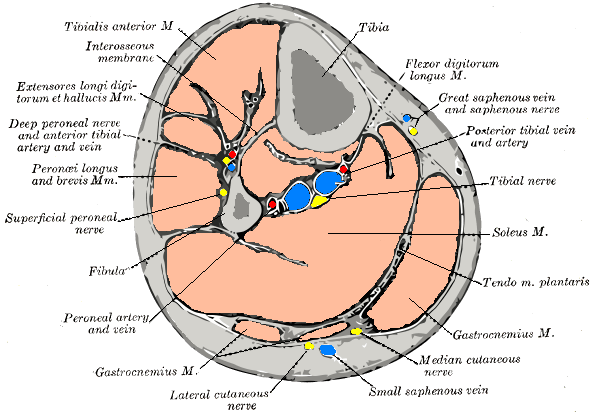
Schema a colori

Un compartimento fasciale è una sezione all'interno del corpo che contiene muscoli, organi e nervi ed è circondata da una fascia profonda.

## Struttura
I compartimenti fasciali sono formati da setti di tessuto connettivo resistente. Questi compartimenti solitamente hanno innervazione e vascolarizzazione separati dai loro vicini. I muscoli in ogni compartimento saranno spesso tutti innervati dallo stesso nervo o tronco.

## Sindrome compartimentale
Si tratta di un problema medico acuto conseguente a un infortunio o a un intervento chirurgico, in cui si verifica un aumento della pressione (solitamente causato da un'infiammazione) all'interno di un compartimento.